# 拉旺维亚方
拉旺维亚方（法語：Lavans-Vuillafans，法語發音：[lavɑ̃ vɥijafɑ̃]）是法国杜省的一个市镇，属于贝桑松区。

## 地理
拉旺维亚方（47°5'11"N, 6°14'39"E）面积10.16 平方千米，位于法国勃艮第-弗朗什-孔泰大區杜省，该省份为法国东部内陆省份，北起上索恩省，西接汝拉省，东部及东南部与瑞士接壤，东北部与贝尔福地区省接壤。
与拉旺维亚方接壤的市镇（或旧市镇、城区）包括：瓦尔、埃什瓦讷、韦尔涅尔丰坦、维亚方、洛村、莱普勒米耶萨潘。

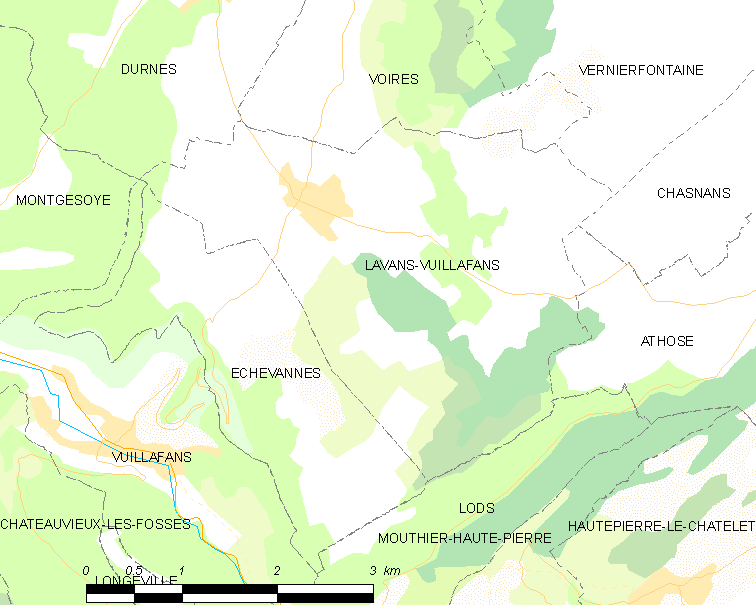
拉旺维亚方的OSM定位图

拉旺维亚方的时区为UTC+01:00、UTC+02:00（夏令时）。

## 行政
拉旺维亚方的邮政编码为25580，INSEE市镇编码为25331。

## 政治
拉旺维亚方所属的省级选区为奥尔南县。

## 人口

1962-2008年间拉旺维亚方人口变化图示

拉旺维亚方于2022年1月1日时的人口数量为238人。